# مادران پارک لاله

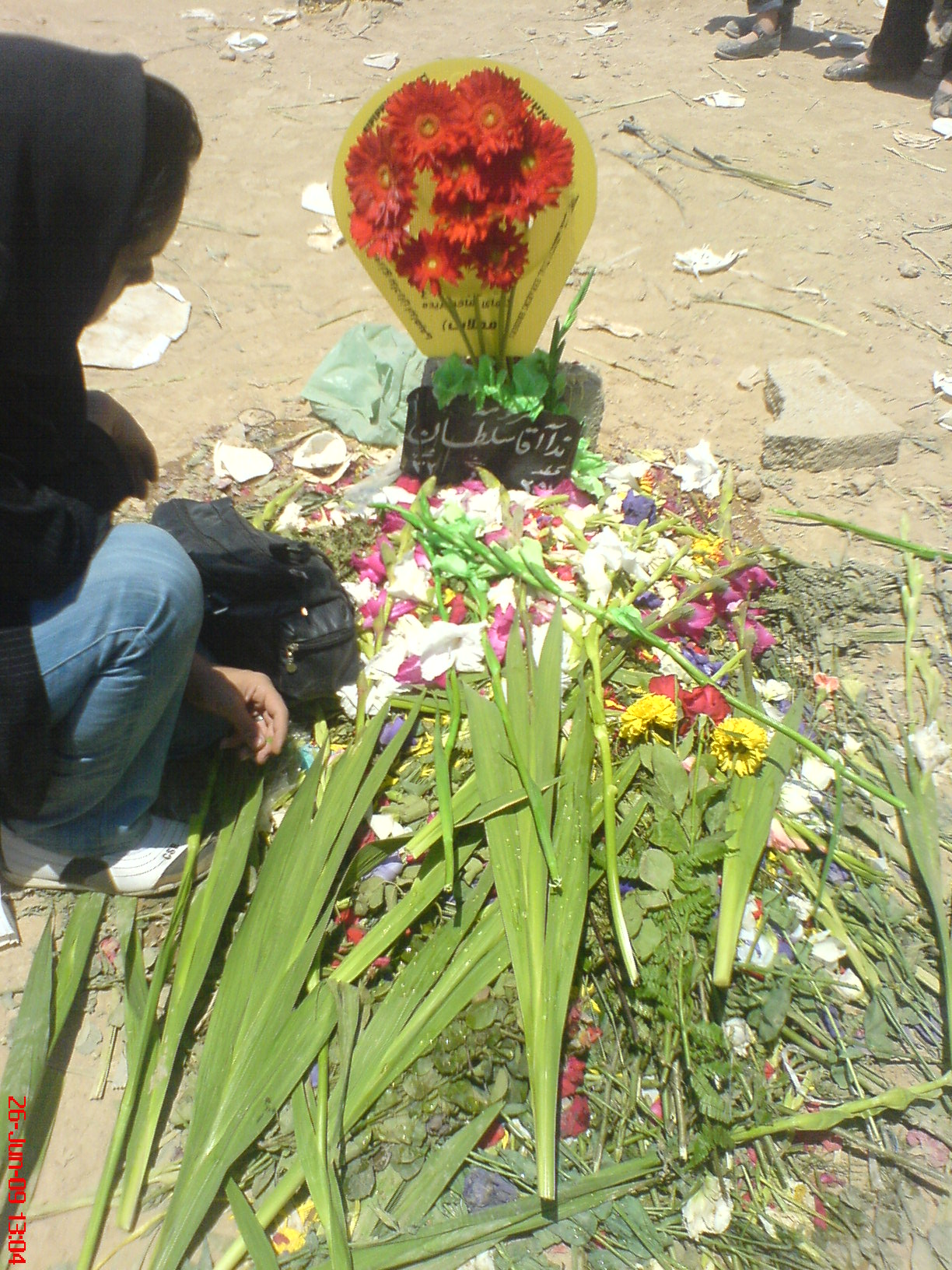
قبر ندا آقاسلطان

مادران پارک لاله یا مادران عزادار گروهی از زنان ایرانی بودند که همسر یا فرزندانشان در اعتراضات پس از انتخابات ریاست جمهوری ایران در سال ۱۳۸۸ توسط مأموران امنیتی و حکومتی کشته شده‌اند. این گروه همچنین شامل بستگان قربانیان نقض حقوق بشر قبلی، از جمله اعدام دسته‌جمعی زندانیان عقیدتی-سیاسی ایران در تابستان ۱۳۶۷ است. خواسته اصلی مادران عزادار پاسخگویی دولت در قبال مرگ، دستگیری و ناپدید شدن فرزندانشان است. این مادران شنبه‌ها در پارک لاله تهران تجمع می‌کردند که توسط مأموران امنیتی سرکوب می‌شدند.
مادران عزادار خواستار لغو احکام اعدام برای زندانیان سیاسی، آزادی زندانیان عقیدتی و محاکمه «کسانی که مسئول و دستور دهنده قتل فرزندانشان بودند» شده‌اند. در سال ۱۳۸۸، شیرین عبادی، برنده جایزه نوبل ایرانی، از زنان سراسر جهان خواست تا با لباس مشکی پوشیدن و ملاقات در پارک‌های محله در روزهای شنبه از ساعت ۷ تا ۲۰، با مادران عزادار همبستگی خود را اعلام کنند.

## دستگیری و زندان
در ۱۹ دی ۱۳۸۸ بیش از ۳۰ مادر عزادار توسط مأموران امنیتی در پارک لاله دستگیر شدند. به گفته شاهدان عینی، بیش از ۱۰۰ مأمور پلیس و لباس شخصی به این مادران حمله کردند که با خشونت مادران را به داخل ون‌های پلیس بردند. این دستگیری‌ها به‌طور گسترده توسط سازمان‌های حقوق بشر محکوم شد. این مادران در ۲۴ دی ۱۳۸۸ از زندان آزاد شدند.
ژیلا کرم‌زاده مکوندی از اعضای گروه، در ۶ آذر ۱۳۹۰ به اتهام «تأسیس سازمان غیرقانونی» و «اقدام علیه امنیت ملی» بازداشت و به دو سال حبس محکوم، و به زندان اوین منتقل شد. عفو بین‌الملل به زندانی شدن او اعتراض کرد و او را زندانی عقیدتی معرفی کرد که «فقط به دلیل فعالیت‌های مسالمت‌آمیزش به عنوان عضوی از پارک مادران لاله بازداشت شده‌است». در ۴ آوریل ۲۰۱۲، منصوره بهکیش از اعضای گروه مطلع شد که او به دلیل فعالیت با گروه به چهار سال زندان محکوم است. یکی دیگر از اعضای لیلا سیف‌اللهی و یکی دیگر از حامیان مرد به نام نادر احسنی هر کدام به دو سال حبس محکوم شدند اما هنوز برای شروع احکام احضار نشده بودند.